# آيرن روبي
آيرن روبي (بالإنجليزية: IronRuby)‏ تطبيق منتظر لروبي يستهدف إطار عمل دوت نت.